# 车溪乡 (澧县)
车溪乡，是中华人民共和国湖南省常德市澧县下辖的一个乡镇级行政单位。

## 行政区划
车溪乡下辖以下地区：
车溪河社区、陶家村、万兴村、南阳村、柘茨村、花园桥村、城头山村、大河口村、车溪村、牌楼村、焦田堰村、王坪村、孙家村、成功村、群英村、八里河村和詹家村。